# Dougnuts Peanuts
 (juin 2023).
 (juillet 2025).
La mise en forme du texte ne suit pas les recommandations de Wikipédia : il faut le « wikifier ».
Les points d'amélioration suivants sont les cas les plus fréquents. Le détail des points à revoir est peut-être précisé sur la page de discussion.
- Les titres sont pré-formatés par le logiciel. Ils ne sont ni en capitales, ni en gras.
- Le texte ne doit pas être écrit en capitales (les noms de famille non plus), ni en gras, ni en italique, ni en « petit »…
- Le gras n'est utilisé que pour surligner le titre de l'article dans l'introduction, une seule fois.
- L'italique est rarement utilisé : mots en langue étrangère, titres d'œuvres, noms de bateaux, etc.
- Les citations ne sont pas en italique mais en corps de texte normal. Elles sont entourées par des guillemets français : « et ».
- Les listes à puces sont à éviter, des paragraphes rédigés étant largement préférés. Les tableaux sont à réserver à la présentation de données structurées (résultats, etc.).
- Les appels de note de bas de page (petits chiffres en exposant, introduits par l'outil «  Source ») sont à placer entre la fin de phrase et le point final[comme ça].
- Les liens internes (vers d'autres articles de Wikipédia) sont à choisir avec parcimonie. Créez des liens vers des articles approfondissant le sujet. Les termes génériques sans rapport avec le sujet sont à éviter, ainsi que les répétitions de liens vers un même terme.
- Les liens externes sont à placer uniquement dans une section « Liens externes », à la fin de l'article. Ces liens sont à choisir avec parcimonie suivant les règles définies. Si un lien sert de source à l'article, son insertion dans le texte est à faire par les notes de bas de page.
- La présentation des références doit suivre les conventions bibliographiques. Il est recommandé d'utiliser les modèles {{Ouvrage}}, {{Chapitre}}, {{Article}}, {{Lien web}} et/ou {{Bibliographie}}. Le mode d'édition visuel peut mettre en forme automatiquement les références.
- Insérer une infobox (cadre d'informations à droite) n'est pas obligatoire pour parachever la mise en page.

Pour une aide détaillée, merci de consulter Aide:Wikification.
Si vous pensez que ces points ont été résolus, vous pouvez retirer ce bandeau et améliorer la mise en forme d'un autre article.
 (juillet 2025).
Le contenu est difficilement compréhensible vu les erreurs de traduction, qui sont peut-être dues à l'utilisation d'un logiciel de traduction automatique.
Récompenses
Donut Peanuts (ドーナツ・ピーナツ) est un duo comique japonais appartenant à l'agence Yoshimoto Kogyo (anciennement : Yoshimoto New Star Creation (en)) .

## Membres
- Peanuts, de son vrai nom Renya Iwata (岩田 蓮也, Iwata Ren'ya?), 3 décembre 1992[1]
- Donut, de son vrai nom Takafumi Hirasawa (平沢 孝文, Hirasawa Takagumi?), 21 juin 1992[1]

## Biographie
Formé par des camarades de lycée. Après avoir obtenu son diplôme de Tokyo NSC en tant qu'étudiant de 19e classe, il a déménagé à Osaka et est actif en tant que diplômé de 36e classe d'Osaka NSC. La date de constitution du regroupement est le 1er avril 2014.
Donut, qui avait un mauvais dossier au lycée, et Peanut, qui était deuxième à partir du bas, sont devenus amis tout en prenant des cours supplémentaires ensemble, et tous deux aspiraient à être des artistes. Au départ, j'allais entrer au NSC d'Osaka, mais j'ai raté le bus de nuit et je suis venu à Tokyo. Cependant, comme mentionné ci-dessus, après avoir obtenu son diplôme du NSC, il a déménagé à Osaka et est apparu au théâtre Yoshimoto Manzai.
Le nom de la combinaison actuelle est le parrain de Nakata Kaus et Button, qui sont des disciples depuis environ 2014. "Donut" vient du fait que Donut travaillait à temps partiel chez Mister Donut . "Peanuts" vient de cette comptine.
La position debout est "Peanut Donut" à partir de la gauche, donc le nom est  confus.

## Style comique
Le duo fait principalement du manzai. Un style dans lequel Peanut joue un personnage avec une forte habitude et Donut fait des remarques acerbes. Tous deux utilisent généralement le dialecte de Kitakyushu pendant leurs sketchs.
Conte a été traumatisé depuis qu'il a été sévèrement rejeté par l'instructeur à l'époque du NSC, il n'est donc pas très actif.

## Accompagnement
- Le 1er Michel Legrand "Di-Gue-Ding-Ding"
- Miam 2e génération ! Miam! ORANGE « Katsushika Rhapsodie »
- 3e génération (2022/4 ~) The Roosters "Can't help but love song" [4],[5]

## Résultats compétitions
- 2016 M-1 Grand Prix 2e tour avancé [3]
- Avance au 3e tour du Grand Prix M-1 2017 [3]
- Avance au 3e tour du Grand Prix M-1 2018 [3]
- Quarts de finale du Grand Prix M-1 2019 [3]
- Avance de qualification pour la finale du 41e ABC Comedy Grand Prix 2020 [6]
- Avance au 2e tour du Grand Prix M-1 2020 [3]
- Avancement en quart de finale du Grand Prix M-1 2021 [3]
- 2022 11e ytv Manzai Rookie Award ROUND3 9e place
- 2022 A reçu le 7e prix du grand prix de l'association Kamigata Manzai pour les nouveaux arrivants
- Passez à la 43e finale du Grand Prix de la comédie ABC en 2022 [7]
- 2022 12th ytv Manzai Rookie Award ROUND1 1re place
- Avance au 3e tour du Grand Prix M-1 2022 [3]
- 2023 12e ytv Manzai Rookie Award Finaliste